# Aristarch Lentoelov

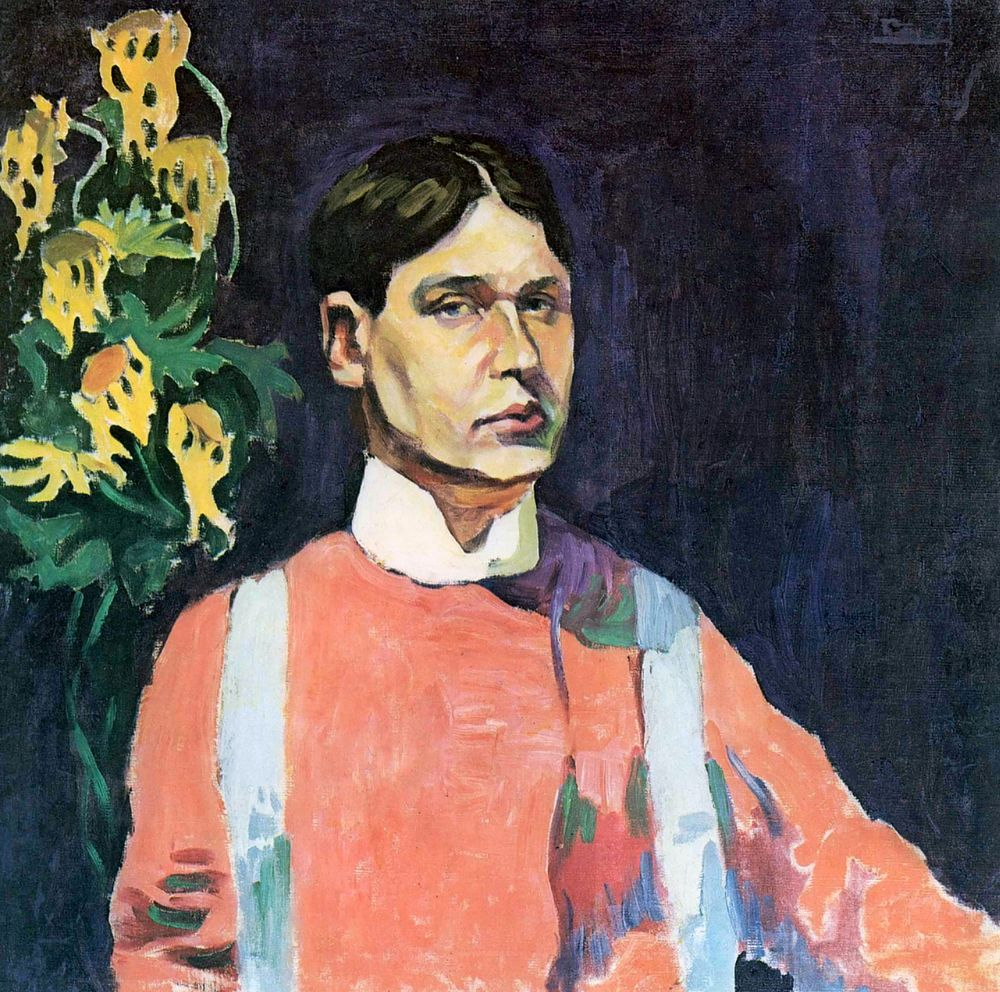
Aristarch Lentoelov, zelfportret, 1913

Aristarch Vasiljevitsj Lentoelov (Russisch: Аристарх Васильевич Лентулов) (Nizjni Lomov, nabij Penza, 4 januari 1882 - Moskou, 15 april 1943) was een Russisch kunstschilder en theatervormgever. Veel van zijn werk werd beïnvloed door het kubisme.

## Leven en werk
Lentoelov was de zoon van een dorpspriester. Hij ging naar school in Penza en Kiev, en trad in 1906 in de leer bij kunstschilder Dmitri Kardovski in Sint-Petersburg. Ik 1906 vestigde hij zich in Moskou, waar hij in 1910 een van de oprichters was van het avant-gardistische kunstenaarsgenootschap Ruiten Boer.
Van 1910 tot 1912 studeerde Lentoelov aan de La Palette Academie en in de studio van Henri Le Fauconnier te Parijs. Hij maakte kennis met Albert Gleizes, Jean Metzinger, Fernand Léger en Robert Delaunay. Hij bewonderde het werk van Paul Cézanne en raakte onder invloed van het fauvisme en het kubisme. Na zijn terugkeer in Rusland sloot hij zich aan bij de beweging van het Russisch futurisme en later het Cubo futurisme. Van daaruit werd hij beïnvloed door het werk van Wassily Kandinsky and Kazimir Malevitsj. Hij schilderde voornamelijk stadsgezichten, landschappen, stillevens en portretten, met veel aandacht voor vorm en lichtinval.
Lentoelov was ook actief als decorontwerper voor het theater, zowel voor als na de Russische Revolutie, onder andere bij het Kamerni Theater (The Merry Wives of Windsor, 1916) en het Bolsjojtheater (Skrjabin's Prometheus, 1919).
Vanaf 1928 gaf Lentoelov les aan de Vchoetemas, de Sovjet-Russische staatskunstschool. Hij overleed in 1943, 61 jaar oud, en werd begraven op het Vagankovo kerkhof.

## Galerij

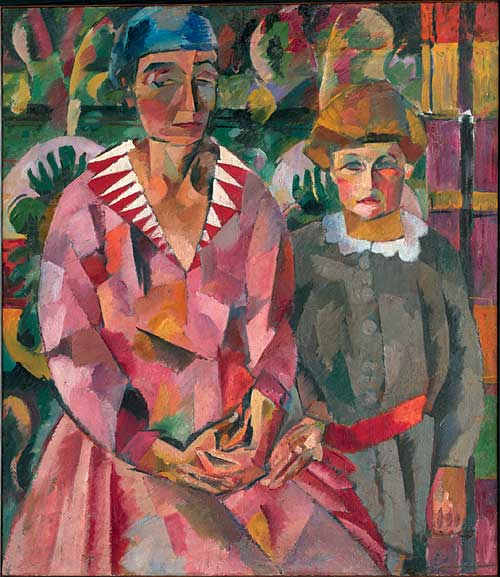
Vrouw en kind
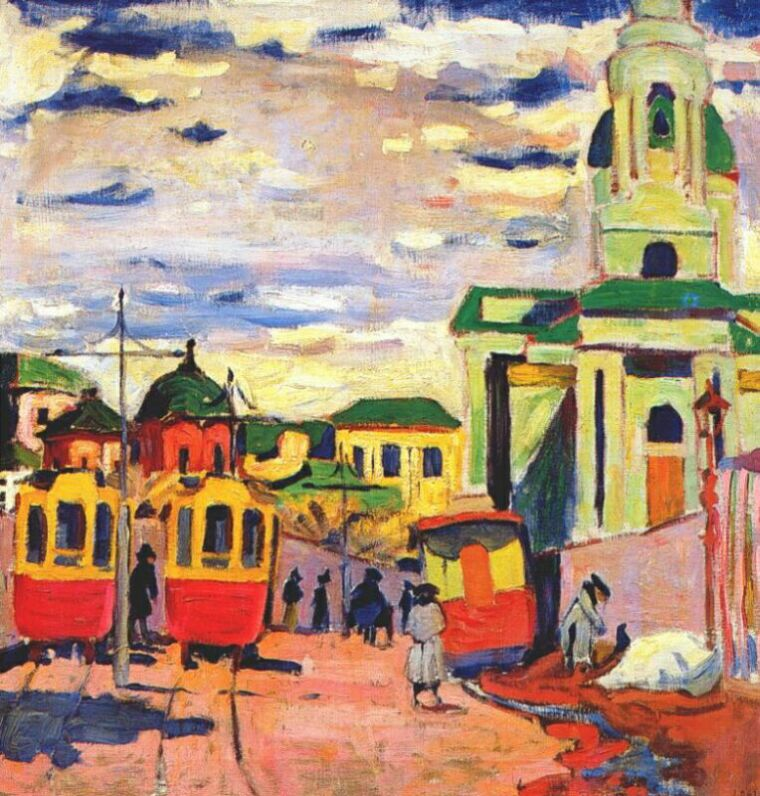
Straat, Moskou
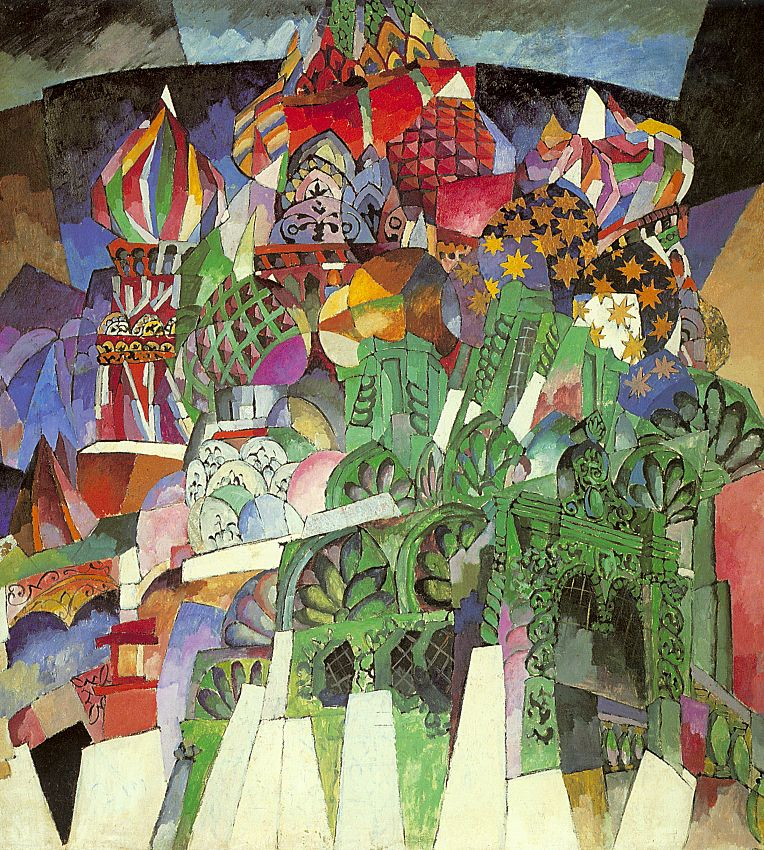
St. Basil
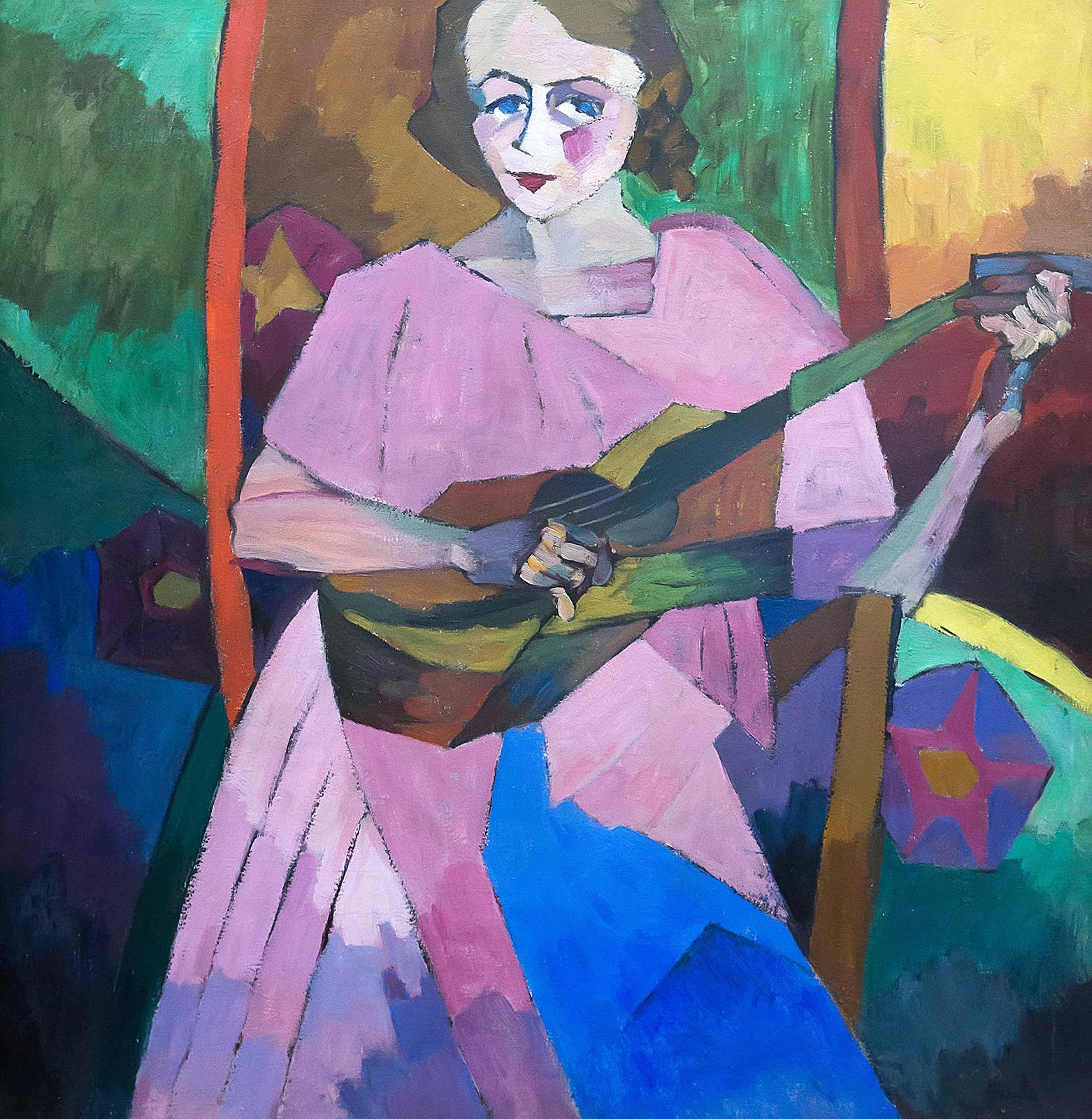
Vrouw met gitaar
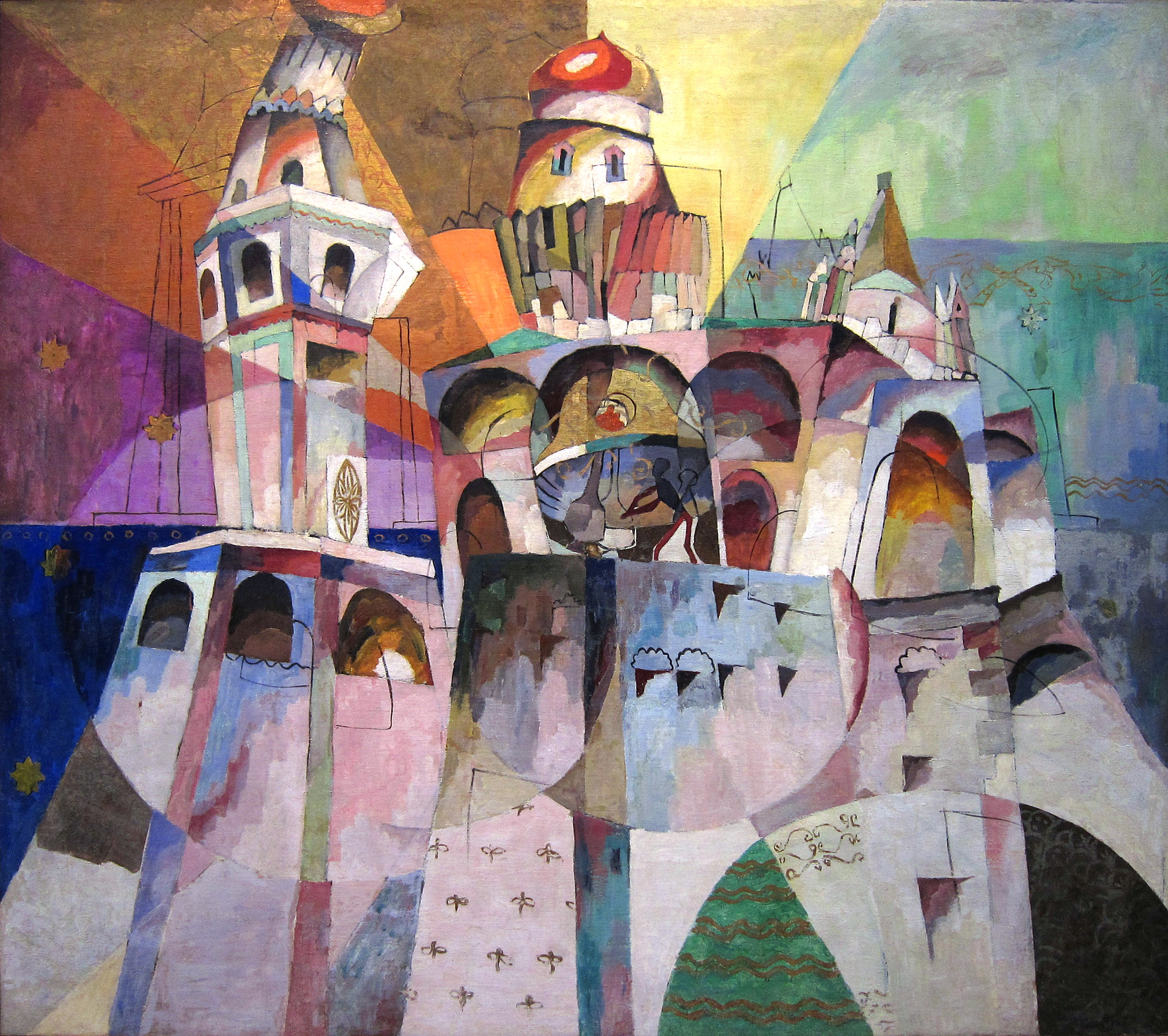
Ivan de grote klok